# Toaletni papir
Toaletni papir ili wc papir predstavlja posebnu vrstu papira koja pomaže u održavanju higijene zbog pražnjenja stolice (čisti čmar od fekalnih ostataka) ili mokrenja (otire kapljice urina s kraja mokraćne cijevi). Poslije uporabe, toaletni papir se baca u smeće ili u WC školjku. Da ne bi došlo do začepljivanja školjke, rabi se papir koji se lako raspada pri upadanju u vodu.
Toaletni papir prvi put spominje Yan Zhitui u Kini 589.g. U zapadnim zemljama je u širokoj uporabi od druge polovice 19. stoljeća.